# ديرفيلد (إلينوي)
ديرفيلد (بالإنجليزية: Deerfield)‏ هي قرية تقع في الولايات المتحدة في إلينوي. يقدر عدد سكانها بـ 18,225 نسمة .

## الموقع الجغرافي
الموقع الجغرافي للمناطق المحيطة بهذه النقطة هو كالتالي:

## أعلام
- فرد ماير
- أرت شاي
- أرني مورتون
- جوي كاليستاري
- مارسي هايسلر